# 荘川村立中野小学校尾上郷分校
荘川村立中野小学校尾上郷分校（しょうかわそんりつ なかのしょうがっこう　おがみごうぶんこう）は、かつて岐阜県大野郡荘川村（現・高山市）に存在した公立小学校の分校。

## 概要
- 旧・大野郡荘川村大字尾上郷に存在した。尾上郷は荘川村西部、尾上郷川（庄川支流）及びその支流沿いの地区である。
- 元々住んでいた住民のために設置されたのでは無く、私有林、国有林の森林があることから、木炭増産報国運動により製炭従業者がこの地区に移住。その子弟のために設置された。戦後、製炭従業者が離村したことにより廃校。
- 尾上郷地区の集落は御母衣ダムのダム湖（御母衣湖）に沈むことは無かったが、1961年頃に全住民が離村した。

## 沿革
- 1941年（昭和16年）4月1日 - 荘川第三国民学校尾上郷分教場として開校。
- 1947年（昭和22年）4月1日 - 荘川村立中野小学校尾上郷分校に改称する。
- 1952年（昭和27年） - 廃校。